# Resolutie 621 Veiligheidsraad Verenigde Naties
Resolutie 621 van de Veiligheidsraad van de Verenigde Naties werd op 20 september 1988 aangenomen met unanimiteit van stemmen.

## Achtergrond
Begin jaren 1970 ontstond een conflict tussen Spanje, Marokko, Mauritanië en de Westelijke Sahara zelf over de Westelijke Sahara, een gebied dat tot dan toe in Spaanse handen was. Marokko legitimeerde zijn aanspraak op basis van historische banden met het gebied. Nadat Spanje het gebied opgaf, bezette Marokko er twee derde van. Het land bleef in conflict met Polisario, dat met steun van Algerije de onafhankelijkheid bleef nastreven.

## Inhoud
De Veiligheidsraad:
- Heeft een rapport over de bemiddelingen, in overeenstemming met resolutie 40/50 van de Algemene Vergadering, om de kwestie-Westelijke Sahara te regelen gehoord.
- Neemt nota van het principeakkoord van Marokko en Polisario met de gezamenlijke voorstellen van de secretaris-generaal en de Organisatie van Afrikaanse Eenheid.
- Wil deze inspanningen steunen en een VN-volksraadpleging houden voor zelfbeschikking van het volk in de Westelijke Sahara.

1. Autoriseert de secretaris-generaal om een speciale vertegenwoordiger aan te stellen voor de Westelijke Sahara.
2. Vraagt de secretaris-generaal zo snel mogelijk te rapporteren over de te houden volksraadpleging.

## Verwante resoluties
- Resolutie 379 Veiligheidsraad Verenigde Naties (1975)
- Resolutie 380 Veiligheidsraad Verenigde Naties (1975)
- Resolutie 658 Veiligheidsraad Verenigde Naties (1990)
- Resolutie 690 Veiligheidsraad Verenigde Naties (1991)

Lijst ·  607 ·  608 ·  609 ·  610 ·  611 ·  612 ·  613 ·  614 ·  615 ·  616 ·  617 ·  618 ·  619 ·  620 ·  621 ·  622 ·  623 ·  624 ·  625 ·  626